# José Luis Senobua
José Luis Senobua García (Almería, España, 16 de septiembre de 1978), conocido deportivamente como Sena, es un exfutbolista ecuatoguineano, nacido en España, que jugaba de centrocampista. Es el primo del también futbolista Enrique Boula Senobua.

## Selección nacional
Nació en Almería; su madre es española y su padre, perteneciente a la etnia bubi, nació en Malabo. Sena era elegible por Guinea Ecuatorial, aparte de España. Con el país europeo, llegó a ser convocado para la categoría sub-18, pero sin debutar.
Ha sido convocado por la selección de fútbol de Guinea Ecuatorial por primera y única vez en celebración de las eliminatorias para la Copa Africana de Naciones 2004, debutando el 6 de julio de 2003 en el estadio La libertad en Bata contra Marruecos. Aquel día, los ecuatoguineanos perdieron (0:1).